# Eleições estaduais no Pará em 2018
As eleições estaduais no Pará, em 2018, foram realizadas em 7 de outubro (1º turno) e 28 de outubro (2º turno), como parte das eleições gerais no Brasil. Os eleitores aptos a votarem elegeram o Governador do Estado , 17 Deputados Federais, 41 Deputados Estaduais e dois Senadores. Como nenhum dos candidatos a governador obteve mais da metade dos votos válidos, um segundo turno foi realizado entre Helder Barbalho (MDB) e Márcio Miranda (DEM) terminando com a vitória de Helder. Essas eleições marcam o fim do segundo ciclo do PSDB no estado do Pará, retomado em 2010 com a vitória de Simão Jatene e com sua reeleição em 2014. O partido governava o estado desde 1995 com a vitória de Almir Gabriel em 1994, com este sendo reeleito em 1998. Em 2002 Jatene é eleito governador pela primeira vez e não disputou a reeleição,  ocasionando na vitória da então senadora Ana Júlia Carepa, do PT em 2006. Para o senado foi reeleito Jader Barbalho do MDB, com 19,74% dos votos válidos e eleito Zequinha Marinho do PSC, com 19,62% derrotando Flexa Ribeiro do PSDB, que não conseguiu obter a reeleição com 16,25% nas eleições mais apertadas da história.

## Candidaturas

### Governador

Logomarca da Campanha de Helder Barbalho ao Governo do Pará

- Logomarca da Campanha de Helder Barbalho ao Governo do ParáHelder Barbalho: O MDB anunciou em convenção estadual no dia 4 de agosto o nome do ministro da integração nacional e ex-prefeito de Ananindeua Helder Barbalho como postulante ao governo do Pará pela segunda vez. Helder Zahluth Barbalho nasceu em Belém em 1979 e atualmente é o presidente estadual do MDB. Ele é graduado em Administração e pós-graduado em Gestão Pública, estreou na política em 2000 quando foi eleito vereador de Ananindeua. Em 2002 disputou as eleições para deputado estadual e foi o mais votado do estado naquele ano. No ano de 2004 disputa a prefeitura de Ananindeua e é eleito se tornando o prefeito mais jovem da Região Metropolitana de Belém, foi reeleito em 2008. Em 2014 disputou pela primeira vez a vaga no Palácio dos Despachos, mas foi derrotado no segundo turno por uma diferença pequena,  apesar de vencer no primeiro, ficou a uns décimos abaixo da quantidade mínima de 50%. Já foi ministro-chefe da Secretaria de Portos da Presidência da República e Ministro da Pesca e Aquicultura  no Governo Dilma e Ministro da Integração Nacional no Governo Temer. Irá trazer como vice na chapa o deputado federal Lúcio Vale, do PR. Conta com o apoio dos seguintes partidos: PRB, PP, PTB, PSL, PODEMOS, PSC, PR, DC, PHS, PMB, PTC, PATRI, PSD, AVANTE e PROS.[1]

Logomarca da Campanha de Márcio Miranda ao Governo do Pará

- Logomarca da Campanha de Márcio Miranda ao Governo do ParáMárcio Miranda: O DEM resolveu apostar no nome do presidente da Assembleia Legislativa, ex-PM e médico Márcio Miranda na disputa ao governo em convenção realizada em 5 de agosto. Nascido na cidade mineira de Pavão em 19 de agosto de 1957, Márcio Desidério Teixeira Miranda veio para o Pará ainda menino, acompanhando os pais, pequenos produtores rurais. Aos 60 anos, em 2015, foi reeleito presidente da ALEPA e, em 2017, foi novamente eleito para presidir a Assembleia Legislativa, ocupando o cargo pela terceira vez consecutiva. Em 2012 concorreu como candidato a prefeitura de Castanhal mas acabou em 2° lugar. Conta com o apoio do governador Simão Jatene e traz como vice o deputado estadual José Megale do PSDB, sendo que pela primeira vez na história do partido tucano desde a sua primeira participação em 1990 nas eleições do estado não irá lançar candidatura própria ao governo. Tem o apoio dos seguintes partidos: PDT, PPS, PRTB, PMN, PSB, PRP, PSDB e Solidariedade.[2]

Logomarca da Campanha de Paulo Rocha ao Governo do Pará

- Logomarca da Campanha de Paulo Rocha ao Governo do ParáPaulo Rocha: O PT em convenção realizada em 5 de agosto lançou o nome do senador Paulo Rocha ao Governo. Aos 65 anos, o sindicalista nascido no município de Terra Alta, no nordeste paraense, tem formação em artes gráficas pela Escola Salesiana do Trabalho. Eleito senador pelo Pará em 2014, Rocha tem entre as suas prioridades a defesa do desenvolvimento sustentável para a Amazônia. Ele já exerceu cinco mandatos na Câmara dos Deputados e foi líder da bancada do PT. Irá trazer como vice a ex-deputada estadual Sandra Batista do PCdoB tendo este partido como único da coligação de Paulo.[3]
- Fernando Carneiro: O PSOL anunciou em convenção realizada em 1° de agosto o nome do vereador de Belém Fernando Carneiro ao governo do estado. Fernando Carneiro é militante socialista com trajetória nos movimentos sociais. É historiador, formado pela Universidade de São Paulo  (USP), licenciatura Plena pela Faculdade de Educação (USP) e pós-graduação em Políticas Sociais pela Universidade da Amazônia  (Unama). Na adolescência, participou do processo de reorganização do movimento estudantil paraense no início dos anos 80. Está presente em eleições desde 2010 quando disputou pela primeira vez o governo do estado, em 2012 é eleito vereador de Belém e foi reeleito em 2016. Em 2014 foi candidato a deputado estadual. Traz como vice a historiadora Tati Picanço. Tem o apoio do PCB e do PPL.[4]
- Cleber Rabelo: O PSTU anunciou em convenção realizada em 3 de agosto o nome do ex-vereador de Belém Cleber Rabelo ao governo do estado sendo essa sua segunda disputa ao cargo. Ele tem 45 anos, é operário há 20 anos, membro da central sindical e popular de lutas e diretor do Sindicato dos Trabalhadores da Construção Civil. Sua história está diretamente ligada à luta por direitos de entidades de classe que cobram melhores condições de trabalho. Em 2010 foi candidato ao governo pela primeira vez, já em 2012 foi eleito vereador de Belém e se tornou o primeiro membro do PSTU a ocupar um grande cargo numa capital brasileira, em 2014 foi candidato a deputado estadual e em 2016 foi candidato a prefeitura de Belém. Traz como vice o transexual Seu Alex e não fechou coligação com nenhum partido político.[5]

Nota: a tabela a seguir está organizada por ordem alfabética de candidatos.
| Candidato(a)                                               | Candidato(a)                                               | Candidato(a)                                               | Último cargo que ocupou                                    | Partido e número                                           | Candidato(a) a vice                                        | Candidato(a) a vice                                        | Coligação | Tempo no horário eleitoral |
| ---------------------------------------------------------- | ---------------------------------------------------------- | ---------------------------------------------------------- | ---------------------------------------------------------- | ---------------------------------------------------------- | ---------------------------------------------------------- | ---------------------------------------------------------- | --- | -------------------------- |
| Cleber Rabelo                                              |                                                            |                                                            | Vereador por Belém (2013-2016)                             | PSTU — 16                                                  | Alex Souza Silva (PSTU)                                    |                                                            | — | 10 segundos                |
| Fernando Carneiro                                          |                                                            |                                                            | Vereador por Belém (2013-2025)                             | PSOL — 50                                                  | Tatianne Picanço (PSOL)                                    |                                                            | Juntos para mudar (PSOL, PPL e PCB)                                                                           | 16 segundos                |
| Helder Barbalho                                            | Helder Barbalho                                            |                                                            | Ministro da Integração Nacional (2016-2018)                | MDB — 15                                                   | Lúcio Vale (PR)                                            | Lúcio Vale                                                 | O Pará daqui pra frente (MDB, PR, PP, PSD, PRB, PTB, PODE, PROS, PSC, PSL, PATRI, AVANTE, PHS, DC, PMB e PTC) | 04 minutos e 04 segundos   |
| Márcio Miranda                                             | Márcio Miranda                                             |                                                            | Deputado Estadual do Pará (2003-2019)                      | DEM — 25                                                   | José Megale (PSDB)                                         |                                                            | Em defesa do Pará (DEM, PSDB, PSB, PDT, SD, PPS, PRTB, PMN e PRP)                                             | 02 minutos e 54 segundos   |
| Paulo Rocha                                                | Paulo Rocha                                                |                                                            | Senador pelo Pará (2015-2023)                              | PT — 13                                                    | Sandra Batista (PCdoB)                                     |                                                            | Pra Viver em Paz (PT e PCdoB)                                                                                 | 01 minuto e 33 segundos    |
| Apresentação de acordo com a ordem da propaganda eleitoral | Apresentação de acordo com a ordem da propaganda eleitoral | Apresentação de acordo com a ordem da propaganda eleitoral | Apresentação de acordo com a ordem da propaganda eleitoral | Apresentação de acordo com a ordem da propaganda eleitoral | Apresentação de acordo com a ordem da propaganda eleitoral | Apresentação de acordo com a ordem da propaganda eleitoral | Apresentação de acordo com a ordem da propaganda eleitoral                                                    | Sobras: 0:03               |

- Sem lançar apoio formal a nenhum postulante ao Governo, após uma decisão feita na convenção partidária realizada em 4 de agosto, o PV se dividiu em duas frentes, com a primeira frente composta pelo candidato ao senado Jarbas Vasconcelos declarando apoio a Helder Barbalho e a segunda tendo grande parte dos militantes com o apoio a Márcio Miranda.
- Já a REDE declarou neutralidade nesse pleito e irá focar apenas nas candidaturas a deputado federal e estadual apesar de estar coligado com o Partido Verde para a disputa pela ALEPA e a Câmara dos Deputados. O NOVO também declarou neutralidade no estado, mas não lançou candidatura a nenhum cargo público.
- PCO não lançou candidatura a nenhum cargo político por ainda não ter diretório estadual no Pará.

### Senadores
- MDB

O partido oficializou em convenção realizada em 4 de agosto o nome de Jader Barbalho a reeleição, Jader é bacharel em direito pela UFPA e já atuou como advogado, mas sempre esteve presente na política participando pela primeira vez de uma eleição em 1966 quando foi eleito vereador pelo MDB durante o Regime Civil-Militar além de atuar em vários movimentos estudantis. No ano de 1970 foi eleito deputado estadual e eleito deputado federal nos anos de 1974, 1978, 2002 e 2006 sendo nos dois últimos o mais votado no estado. Em 1982 foi eleito Governador do Estado, sendo reeleito em 1990, em 1998 disputa novamente as eleições para o governo, mas dessa vez não obtendo êxito. Em 1994 é eleito senador, chegando a se tornar presidente da câmara federal em 2001, mas renunciou ao cargo após envolvimento em escândalos. Em 2010 lança novamente a candidatura, mas teve a mesma impugnada em razão da Lei da Ficha Limpa, porém foi empossado senador em 2011 após um julgamento no STF. Já ocupou os cargos de Ministro do Desenvolvimento Agrário e Ministro da Previdência Social durante o governo de José Sarney.
- PSC

O partido confirmou o nome de José da Cruz Marinho (Zequinha Marinho) na disputa ao senado. Zequinha é formado em pedagogia pela UEPA, bacharel em teologia pela Faculdade João Calvino (DF), técnico em contabilidade e pós-graduado em Administração Pública pela Faculdade Internacional (PR). É evangelista pela Assembleia de Deus e entrou para política em 1994 como deputado estadual conquistando a suplência, mas assumiu o cargo em 1997, sendo reeleito em 1998. Nos anos de 2002, 2006 e 2010 foi eleito deputado federal passando por vários partidos políticos. Em 2014 é convidado para a candidatura de vice-governador na chapa de Simão Jatene que neste ano disputava a reeleição, onde este foi eleito e atualmente ocupa o cargo.
- PSDB

O partido lançou o nome de Flexa Ribeiro a reeleição. Graduado em engenharia civil pela UFPA, foi professor da universidade até 1987. Prescidiu o Sindicato da Indústria da Construção do Estado do Pará (Sinduscon/PA) e a Federação das Indústrias do Estado do Pará (Fiepa). Foi vice-presidente da Confederação Nacional das Indústrias (CNI) e fundou e foi o primeiro coordenador do movimento Ação Pró Amazônia, associação que reúne as federações da indústria da Amazônia Legal, e funciona como um centro de estudos e defesa dos interesses da região. Entrou para política em 1994 disputando o cargo de senador ficando em 5° lugar. Em 2002 foi o primeiro suplente de Duciomar Costa quando este foi eleito senador, assumindo o cargo em 2005 quando Duciomar foi eleito prefeito de Belém, sendo reeleito em 2010. Como senador presidiu a Comissão de Ciência, Tecnologia, Comunicação, Inovação e Informática (CCT) do Senado Federal entre 2009 e 2011, foi primeiro ouvidor geral do senado em 2012 e primeiro-secretário para o bênio 2013-2014.
- Solidariedade

O partido lançou o nome de Wladimir Costa a uma das cadeiras ao senado. Wlad é radialista, apresentador e cantor paraense, sendo eleito deputado federal em 2002, reeleito em 2006, 2010 e 2014. Em 2013, foi um dos fundadores do partido Solidariedade, do qual é vice-presidente responsável pela região norte e atual líder da bancada na Câmara Federal.
- PDT

O partido anunciou o nome do coronel Osmar Nascimento. Nascido no estado de Goiás, veio para o Pará em 1976. Em 1983, iniciou a carreira militar no Exército Brasileiro, onde serviu por cinco anos. No ano de 1991, deixou o Exército para ingressar na Polícia Militar, onde cumpriu toda a carreira, alcançando o cargo de Coronel de Polícia. Osmar Nascimento tem mais de 30 anos de serviço público, sendo os últimos cinco à frente da Secretaria de Saneamento de Ananindeua.
- PRP

O partido lançou o nome de Elléri Bogo sendo esta sua estreia em eleições. Bogo tem 36 anos, é casado e pai de duas filhas. Empresário e contador, é especialista em Gestão Financeira, Controladoria e Auditoria. Também é credenciado como instrutor pela ONU na área de empreendedorismo. Bogo é membro do Conselho Regional de Contabilidade do Estado do Pará. Também é Pastor auxiliar na Assembleia de Deus em Belém.
- PSB

O partido lançou o nome de Sidney Rosa ao senado. Ele já foi prefeito de Paragominas por duas gestões (1997-2004) e também foi nomeado Secretário Especial de Estado, na pasta de Desenvolvimento Econômico e Incentivo à Produção. Também compõe, entre outras, as duas comissões do parlamento estadual: a de Constituição e Justiça (CCJ) e a de Fiscalização Financeira e Orçamentária (CFFO), em que é o vice-presidente. Sidney foi em 2006, (a época filiado ao PSDB), 2º Suplente do Senador eleito Mário Couto (PSDB).
Também foi lançado o nome de Mário Padro Sá. Prado é advogado e já disputou as eleições em 2014 como candidato a deputado federal.
- PT

Em convenção estadual o partido anunciou o nome de José Geraldo Torres (Zé Geraldo). O agricultor é natural de São Gabriel, no Espírito Santo, mas se mudou definitivamente para o estado do Pará em 1979. Em 1994, foi eleito deputado estadual para a Assembleia Legislativa do Estado do Pará. Como deputado federal, tem três mandatos consecutivos de 2003 a 2014.
- PCdoB

O partido lançou o nome do Professor Gerson Durão. Professor da rede pública, disputou as eleições em 2012 como vereador de Moju conseguindo a suplência, mas foi eleito em 2016. Gerson Dourão da Costa tem 40 anos e é formado em pedagogia e matemática pela Universidade do Estado do Pará (Uepa). Também tem especialização em Educação no Campo pelo Instituto Federal do Pará (IFPA).
- PSOL

O partido lançou o nome de Úrsula Vidal ao senado. Inicialmente foi anunciada como candidata pela REDE, mas em fevereiro anuncia filiação ao PSOL onde oficializou a candidatura. Já disputou o cargo de deputada estadual em 2014 e a prefeitura de Belém em 2016 quando ocupou o 4° lugar. Cineasta e Jornalista possui uma chapa majoritariamente feminina.
- PPL

Iromarto Lauriano Sobral Cardoso, o "Xaropinho do Povo" é o nome do candidato ao senado pelo PPL. É jornalista, apresentador, radialista e blogueiro.
- PSTU

Em chapa própria é lançado o nome da professora da rede municipal Benedita do Amaral. Benedita esteve presente em eleições como candidata a vice no governo em 2006 e 2014 e vice na prefeitura em 2016. A candidata do PSTU tem 64 anos e é professora da rede municipal há 28 anos. Ela é coordenadora distrital do Sindicato dos Trabalhadores em Educação do Pará (Sintepp). A professora também é aposentada da rede estadual de ensino, onde atuou por 38 anos. Benedita é uma mulher negra, que está no PSTU desde a fundação com a trajetória marcada pela luta contra a exploração e opressão dos trabalhadores em educação.
- Progressistas

O partido lança o nome de Mário Couto a reeleição. Mário Couto ocupou o cargo entre 2007 e 2015 quando foi eleito senador. Disputou a reeleição em 2014, mas não foi eleito. Chegou a retirar sua candidatura por rachas internas no partido, mas voltou atrás e oficializou o registro. Já ocupou o cargo de deputado estadual no estado de 1991 até 2007.
- PTC

O partido lançou o nome do pastor Ibanês Taveira ao senado. Ibanês é segundo suplente do senado de Paulo Rocha eleito em 2014. Ibanês Taveira da Silva tem 49 anos e é formado em Administração, Filosofia e Teologia. Nasceu em Tocantinópolis, no estado do Tocantins, mas mora em Canaã dos Carajás, no Pará, há 15 anos. Ibanês é pastor, presidente da Convenção Estadual da Assembleia de Deus, e, pela primeira vez vai concorrer a um cargo político.
- PV

O partido lançou o advogado Jarbas Vasconcelos na disputa, participando pela primeira vez de uma eleição. Jarbas Vasconcelos do Carmo é natural da cidade de Monte Alegre, no oeste do Pará. Formou-se em direito pela Universidade Federal do Pará. É advogado que vive, exclusivamente, da sua banca de advocacia. No escritório que lidera, mais de 90% dos casos defendidos são da área trabalhista. Atualmente, Jarbas é conselheiro federal da Ordem dos Advogados do Brasil (OAB) e preside a comissão nacional de defesa das prerrogativas da advocacia. Foi eleito presidente da Ordem em 2010 e reeleito em 2012.
Nota: a tabela a seguir está organizada por ordem alfabética de candidatos.
| Candidato(a) | Candidato(a) | Candidato(a) | Último cargo que ocupou | Partido e número | Candidatos(as) a suplente | Coligação | Tempo de horário eleitoral |
| --- | --- | --- | --- | --- | --- | --- | -------------------------- |
| Anivaldo Vale | | | Vice-prefeito de Belém (2009-2012) | PR — 222 | 1° Alberto Alcântara (PR) 2° Tio Darinho (PR) | — | — 1                        |
| Benedita do Amaral | | | Coordenadora distrital do Sindicato dos Trabalhadores em Educação Pública do Pará (SINTEPP) | PSTU — 161 | 1° Galeno (PSTU) 2° Silvio Ribeiro (PSTU) | — | 0:04                       |
| Cel. Osmar Nascimento | | | Secretário de Saneamento por Ananindeua (2013-2018) | PDT — 123 | 1° Zé Carlos (PDT) 2° Henrique Soares (PDT) | Apoio informal: Em Defesa do Pará | 0:12                       |
| Elléri Bogo | | | — | PRP - 444 | 1°Fábio Maia (PRP) 2° Keilon Coelho (PRP) | Apoio informal: Em Defesa do Pará | 0:06                       |
| Flexa Ribeiro | | | Senador pelo Pará (2011-2019) | PSDB - 456 | 1° Dirceu (PSDB) 2° Raimundo (PSDB) | Apoio informal: Em Defesa do Pará | 0:51                       |
| Gerson Durão | | | Vereador por Moju (2017-2020) | PCdoB - 651 | 1° Maria Irene (PCdoB) 2° Catarina Katia (PCdoB) | Pra Viver em Paz (PT e PCdoB) | 1:112                      |
| Ibanês Taveira | | | Segundo Suplente do Senado pelo Pará (2015-2023) | PTC - 361 | 1° Angelino Moura (PTC) 2° Flodoaldo (PTC) | — | — 1                        |
| Jader Barbalho | | | Senador pelo Pará (2011-atualmente) | MDB - 151 | 1° Helenilson Pontes (PSD) 2° Chamon (MDB) | O Pará daqui pra frente (MDB, PR, PP, PSD, PRB, PTB, PODE, PROS, PSC, PSL, PATRI, AVANTE, PHS, DC, PMB e PTC) | 3:142                      |
| Jarbas Vasconcelos | | | Conselheiro Federal da OAB | PV - 434 | 1° Antonio Paracampo (PV) 2° Anivaldo Julião de Lima (PV) 5 | — | 0:11                       |
| Mário Couto | | | Senador pelo Pará (2007-2015) | PP - 111 | 1° Eslon Martins (PP) 2° Roberto Pena (PP) | — | — 1                        |
| Prado Sá | | | — | PSB - 407 | 1° Ednaldo Tembé (PSB) 2° Valcir Oeiras Cardel (PSB) | — | — 1                        |
| Sidney Rosa | | | Deputado Estadual (2011-2019) | PSB - 400 | 1° Junior Zamperline (PSB) 2° Luis Mendes (PSB) | Apoio informal: Em Defesa do Pará | 0:33                       |
| Ursula Vidal | | | — | PSOL - 500 | 1° Araceli (PSOL) 2° Rosa de Oliveira (PSOL) | Juntos para mudar (PSOL, PPL e PCB) | 0:08                       |
| Wladimir Costa | | | Deputado Federal (2003-2019) | SD - 777 | 1° Nega Lucimar (SD) 2° Agnêlo Raiol (SD) | Apoio informal: Em Defesa do Pará | 0:17                       |
| Xaropinho do Povo | | | — | PPL - 543 | 1° Leny Campelo (PPL) 2° Astrolabio Santos (PPL) | Juntos para mudar (PSOL, PPL e PCB) | — 1                        |
| Zé Geraldo | | | Deputado Federal (2003-2019) | PT - 131 | 1° Lúcia Machado3 (PT) 2° Aparecida Igreja (PT) | Pra Viver em Paz (PT e PCdoB) | 1:112                      |
| Zequinha Marinho | | | Vice-Governador do Pará (2015-2019) | PSC - 200 | 1° Arlindo Silva (PSC) 2° Marinho Cunha (PSC) 4 | O Pará daqui pra frente (MDB, PR, PP, PSD, PRB, PTB, PODE, PROS, PSC, PSL, PATRI, AVANTE, PHS, DC, PMB e PTC) | 3:14 2                     |
| Apresentação de acordo com a ordem da propaganda eleitoral ↑1 - O candidato não possui tempo de horário eleitoral gratuito ↑2 - Tempo dividido entre as coligações ↑3 - Substitui Rai Moraes que anunciou renuncia ao cargo de 1° suplente ↑4 - Substitui Maxweel Barros que anunciou renuncia ao cargo de 2° suplente ↑5 - Substituiu Joel Alves que anunciou renuncia ao cargo de 2° suplente | Apresentação de acordo com a ordem da propaganda eleitoral ↑1 - O candidato não possui tempo de horário eleitoral gratuito ↑2 - Tempo dividido entre as coligações ↑3 - Substitui Rai Moraes que anunciou renuncia ao cargo de 1° suplente ↑4 - Substitui Maxweel Barros que anunciou renuncia ao cargo de 2° suplente ↑5 - Substituiu Joel Alves que anunciou renuncia ao cargo de 2° suplente | Apresentação de acordo com a ordem da propaganda eleitoral ↑1 - O candidato não possui tempo de horário eleitoral gratuito ↑2 - Tempo dividido entre as coligações ↑3 - Substitui Rai Moraes que anunciou renuncia ao cargo de 1° suplente ↑4 - Substitui Maxweel Barros que anunciou renuncia ao cargo de 2° suplente ↑5 - Substituiu Joel Alves que anunciou renuncia ao cargo de 2° suplente | Apresentação de acordo com a ordem da propaganda eleitoral ↑1 - O candidato não possui tempo de horário eleitoral gratuito ↑2 - Tempo dividido entre as coligações ↑3 - Substitui Rai Moraes que anunciou renuncia ao cargo de 1° suplente ↑4 - Substitui Maxweel Barros que anunciou renuncia ao cargo de 2° suplente ↑5 - Substituiu Joel Alves que anunciou renuncia ao cargo de 2° suplente | Apresentação de acordo com a ordem da propaganda eleitoral ↑1 - O candidato não possui tempo de horário eleitoral gratuito ↑2 - Tempo dividido entre as coligações ↑3 - Substitui Rai Moraes que anunciou renuncia ao cargo de 1° suplente ↑4 - Substitui Maxweel Barros que anunciou renuncia ao cargo de 2° suplente ↑5 - Substituiu Joel Alves que anunciou renuncia ao cargo de 2° suplente | Apresentação de acordo com a ordem da propaganda eleitoral ↑1 - O candidato não possui tempo de horário eleitoral gratuito ↑2 - Tempo dividido entre as coligações ↑3 - Substitui Rai Moraes que anunciou renuncia ao cargo de 1° suplente ↑4 - Substitui Maxweel Barros que anunciou renuncia ao cargo de 2° suplente ↑5 - Substituiu Joel Alves que anunciou renuncia ao cargo de 2° suplente | Apresentação de acordo com a ordem da propaganda eleitoral ↑1 - O candidato não possui tempo de horário eleitoral gratuito ↑2 - Tempo dividido entre as coligações ↑3 - Substitui Rai Moraes que anunciou renuncia ao cargo de 1° suplente ↑4 - Substitui Maxweel Barros que anunciou renuncia ao cargo de 2° suplente ↑5 - Substituiu Joel Alves que anunciou renuncia ao cargo de 2° suplente | Sobras: 0:04               |

 
|}

#### Candidaturas impugnadas
Em 15 de agosto, o TRE decidiu  por unanimidade indeferir as candidaturas do ex-senador Mário Couto do Progressistas e do deputado federal Wladimir Costa do Solidariedade. No caso de Couto, o motivo se trata da briga pela chapa própria ao senado, já que o PP faz parte da coligação de Helder Barbalho ao governo e a mesma decidir pela candidatura a reeleição de Jader Barbalho e do Vice-Governador Zequinha Marinho ao senado excluindo Couto da campanha eleitoral. Desde o início do horário eleitoral em 31 de agosto na rádio e TV, a propaganda de Mário Couto não é levada ao ar, fazendo com que o candidato use apenas as redes sociais. Já o caso de Wlad se trata da condenação por uso de caixa 2 na campanha eleitoral de 2014 quando foi reeleito deputado federal, protocolada pelo MPF. Também já foi condenado em 2016 por perda de mandato por não declarar o valor por completo do gasto do uso de materiais gráficos ao MPE, além de despesas entre os meses de julho e setembro de 2014 durante as campanhas eleitorais. Ambos os candidatos irão recorrer da decisão.
Além dos dois candidatos citados, também tiveram o registro de candudatura indeferido: Francisco Alves do PRB, Ibanês Taveira do PTC e Anivaldo Vale do PR, partidos estes também componentes na coligação de Helder.
Coronel Osmar do PDT também teve a candidatura indeferida por falta de registros exigidos, porém terá o nome nas urnas mas os votos não serão computados, porém após a apresentação de recurso no TSE a candidatura do mesmo continuou valendo. O mesmo caso é com Prado Sá do PSB, porém este teve a candidatura impugnada.
Em 28 de setembro, Mário Couto anuncia renuncia a candidatura ao senado e declara apoio aos candidatos Flexa Ribeiro (PSDB) e Jarbas Vasconcelos (PV) pelo cargo, além de Márcio Miranda (DEM) ao governo do estado. Apesar da desistência seu nome continuava sendo citado nas pesquisas.

## Pesquisas de opinião

### Governo do Estado

#### 1° turno
| Data                     | 18/08  | 20/08  | 28/08             | 07/09  | 17/09  | 17/09  | 20/09             | 30/09  | 02/10             | 06/10  | 06/10  |
| Instituto                | DOXA   | IBOPE  | Real Time BigData | DOXA   | IBOPE  | DOXA   | Real Time BigData | DOXA   | Real Time BigData | DOXA   | IBOPE  |
| Fonte                    | [ 12 ] | [ 13 ] | [ 14 ]            | [ 15 ] | [ 16 ] | [ 17 ] |                   | [ 18 ] | [ 19 ]            | [ 20 ] | [ 21 ] |
| ------------------------ | ------ | ------ | ----------------- | ------ | ------ | ------ | ----------------- | ------ | ----------------- | ------ | ------ |
| Helder Barbalho (MDB)    | 38,7%  | 43%    | 45%               | 39,2%  | 47%    | 38,9%  | 49%               | 38,6%  | 50%               | 37,8%  | 48%    |
| Márcio Miranda (DEM)     | 20,4%  | 11%    | 10%               | 22,1%  | 15%    | 23,6%  | 15%               | 26,8%  | 19%               | 28,2%  | 22%    |
| Paulo Rocha (PT)         | 12,1%  | 13%    | 12%               | 14,1%  | 13%    | 14,3%  | 13%               | 13,2%  | 11%               | 10,2%  | 13%    |
| Fernando Carneiro (PSOL) | 3,1%   | 3%     | 3%                | 2,5%   | 2%     | 3,7%   | 0,5%              | 3,2%   | 2%                | 2,5%   | 4%     |
| Cleber Rabelo (PSTU)     | 3,7%   | 3%     | 2%                | 1,4%   | 2%     | 2,1%   | 0,5%              | 2,6%   | 2%                | 1,6%   | 2%     |
| Brancos ou Nulos         | 11,5%  | 16%    | 10%               | 10,6%  | 13%    | 9%     | 10%               | 9,1%   | 10%               | 10,6%  | 8%     |
| Indecisos                | 10,5%  | 10%    | 18%               | 10,1%  | 13%    | 8,4%   | 12%               | 6,5%   | 6%                | 9,1%   | 4%     |
| Margem de erro           | ±2,25% | ±3%    | ±3%               | ±2,25% | ±3%    | ±2,25% | ±3%               | ±2,25% | ±3%               | ±2,25% | ±3%    |

#### Votos totais
| Data                  | 14/10  | 16/10             | 18/10  | 19/10             | 21/10  | 23/10             | 26/10             | 27/10  |
| Instituto             | DOXA   | Real Time BigData | IBOPE  | Real Time BigData | DOXA   | Real Time BigData | Real Time BigData | IBOPE  |
| Fonte                 | [ 22 ] | [ 23 ]            | [ 24 ] | [ 25 ]            | [ 26 ] | [ 27 ]            | [ 28 ]            | [ 29 ] |
| --------------------- | ------ | ----------------- | ------ | ----------------- | ------ | ----------------- | ----------------- | ------ |
| Helder Barbalho (MDB) | 46,8%  | 53%               | 53%    | 53%               | 45,9%  | 53%               | 53%               | 51%    |
| Márcio Miranda (DEM)  | 39,4%  | 33%               | 39%    | 35%               | 40,4%  | 36%               | 37%               | 39%    |
| Brancos ou Nulos      | 7,2%   | 10%               | 6%     | 7%                | 9%     | 7%                | 7%                | 7%     |
| Indecisos             | 6,6%   | 4%                | 3%     | 3%                | 4,7%   | 4%                | 3%                | 2%     |
| Margem de erro        | ±2,25% | ±3%               | ±3%    | ±3%               | ±2,25% | ±3%               | ±3%               | ±3%    |

#### Votos Válidos
| Data                  | 16/10             | 18/10 | 19/10             | 23/10             | 26/10             | 27/10  | 27/10 |
| Instituto             | Real Time BigData | IBOPE | Real Time BigData | Real Time BigData | Real Time BigData | DOXA   | IBOPE |
| --------------------- | ----------------- | ----- | ----------------- | ----------------- | ----------------- | ------ | ----- |
| Helder Barbalho (MDB) | 62%               | 58%   | 60%               | 60%               | 59%               | 48,1%  | 57%   |
| Márcio Miranda (DEM)  | 38%               | 42%   | 40%               | 40%               | 41%               | 51,9%  | 43%   |
| Margem de erro        | ±3%               | ±3%   | ±3%               | ±3%               | ±3%               | ±2,25% | ±3%   |

### Senado Federal
| Jader (MDB)               | 29% | 11,9%  | 12,3%  | 37% | 34% | 40% | 14,1%  | 37% |
| Mário (PP) Impugnado      | 20% | 11,5%  | 11,7%  | 13% | 23% | 16% | 0,0%   | 12% |
| Flexa (PSDB)              | 11% | 10,3%  | 10,8%  | 16% | 11% | 21% | 13,2%  | 27% |
| Zé Geraldo (PT)           | 13% | 1,2%   | 5,3%   | 13% | 11% | 12% | 5,5%   | 15% |
| Zequinha (PSC)            | 10% | 2,7%   | 2,2%   | 14% | 19% | 23% | 8,8%   | 28% |
| Ursula (PSOL)             | 9%  | 5,2%   | 6,1%   | 12% | 13% | 11% | 8,0%   | 13% |
| Sidney (PSB)              | 7%  | 5,6%   | 7,8%   | 7%  | 9%  | 9%  | 5,6%   | 8%  |
| Osmar (PDT)               | 6%  | 5%     | 2,3%   | 4%  | 6%  | 6%  | 3,3%   | 5%  |
| Wlad (SD) Impugnado       | 6%  | 1,9%   | 4,6%   | 6%  | 4%  | 4%  | 2,8%   | 3%  |
| Gerson (PCdoB)            | 6%  | 1,1%   | 1,6%   | 4%  | 2%  | 2%  | 3,4%   | 3%  |
| Jarbas (PV)               | 3%  | 5,1%   | 8,6%   | 3%  | 4%  | 5%  | 8,9%   | 7%  |
| Benedita (PSTU)           | 4%  | 1,9%   | 0,0%   | 0%  | 0%  | 0%  | 1,6%   | 1%  |
| Anivaldo (PR) Impugnado   | 3%  | 0,6%   | 1,1%   | 2%  | 2%  | 2%  | 0,0%   | 0%  |
| Bogo (PRP)                | 0%  | 2,3%   | 2,1%   | 1%  | 0%  | 0%  | 2,2%   | 2%  |
| Ibanês (PTC) Impugnado    | 1%  | 2,3%   | 1,2%   | 1%  | 0%  | 0%  | 0,0%   | 1%  |
| Xaropinho (PPL)           | 1%  | 0,9%   | 1,2%   | 0%  | 0%  | 0%  | 1,1%   | 1%  |
| Francisco (PRB) Impugnado | -   | 1,1%   | 1,5%   | 3%  | 0%  | 2%  | 0,0%   | 2%  |
| Prado Sá (PSB) Impugnado  | -   | 0,6%   | 0,0%   | 0%  | 0%  | 0%  | 0,0%   | 1%  |
| Brancos/nulos (1ª vaga)   | 15% | 12,5%  | 8,1%   | 12% | 7%  | 6%  | 9,2%   | 7%  |
| Brancos/nulos (2ª vaga)   | 19% | -      | -      | 18% | 7%  | 11% | -      | 11% |
| Não sabe/Indecisos        | 32% | 14,6%  | 8,5%   | 32% | 43% | 31% | 12,1%  | 17% |
| Margem de erro            | ±3% | ±2,25% | ±2,25% | ±3% | ±3% | ±3% | ±2,25% | ±3% |

## Debates

### Primeiro Turno
| 16 de agosto   | RBA TV                        | —                | Cancelado pela emissora | Cancelado pela emissora | Cancelado pela emissora | Cancelado pela emissora | Cancelado pela emissora | Cancelado pela emissora | Cancelado pela emissora | Cancelado pela emissora | Cancelado pela emissora | Cancelado pela emissora | Cancelado pela emissora | Cancelado pela emissora | Cancelado pela emissora |
| 3 de setembro  | UEPA                          | —                | Ausente                 | Ausente                 | Presente                | Presente                | Presente                |                         |                         |                         |                         |                         |                         |                         |                         |
| 19 de setembro | SBT Pará                      | —                | Cancelado pela emissora | Cancelado pela emissora | Cancelado pela emissora | Cancelado pela emissora | Cancelado pela emissora | Cancelado pela emissora | Cancelado pela emissora | Cancelado pela emissora | Cancelado pela emissora | Cancelado pela emissora | Cancelado pela emissora | Cancelado pela emissora | Cancelado pela emissora |
| 29 de setembro | RecordTV Belém                | Roberta Piza     | Presente                | Presente                | Presente                | Presente                | Presente                |                         |                         |                         |                         |                         |                         |                         |                         |
| 2 de outubro   | TV Liberal TV Tapajós G1 Pará | Claúdia Bomtempo | Presente                | Presente                | Presente                | Presente                | Não convidado           |                         |                         |                         |                         |                         |                         |                         |                         |

### Segundo turno
| Data          | Organizadores                 | Mediadores                    | Helder (MDB) | Márcio (DEM) |
| ------------- | ----------------------------- | ----------------------------- | ------------ | ------------ |
| 17 de outubro | Roma News                     | Aline Brelaz Rodrigo Monteiro | Ausente      | Presente     |
| 20 de outubro | RecordTV Belém                | Roberta Piza                  | Presente     | Presente     |
| 23 de outubro | SBT Pará                      | Alinne Passos                 | Presente     | Presente     |
| 25 de outubro | TV Liberal TV Tapajós G1 Pará | Claúdia Bomtempo              | Presente     | Presente     |

## Resultados

### Governador
| Candidato(a)             | Vice                   | 1º turno 7 de outubro de 2018 | 1º turno 7 de outubro de 2018 | 2º turno 28 de outubro de 2018 | 2º turno 28 de outubro de 2018 |
| Candidato(a)             | Vice                   | Votação Fonte: G1             | Votação Fonte: G1             | Votação Fonte: G1              | Votação Fonte: G1              |
| Candidato(a)             | Vice                   | Total                         | Percentagem                   | Total                          | Percentagem                    |
| ------------------------ | ---------------------- | ----------------------------- | ----------------------------- | ------------------------------ | ------------------------------ |
| Helder Barbalho (MDB)    | Lúcio Vale (PR)        | 1.825.708                     | 47,69%                        | 2.068.319                      | 55,43%                         |
| Márcio Miranda (DEM)     | João Megale (PSDB)     | 1.156.680                     | 30,21%                        | 1.663.045                      | 44,57%                         |
| Paulo Rocha (PT)         | Sandra Barista (PCdoB) | 652.923                       | 17,05%                        | Não participaram               | Não participaram               |
| Fernando Carneiro (PSOL) | Tati Picanço (PSOL)    | 170.751                       | 4,46%                         | Não participaram               | Não participaram               |
| Cleber Rabelo (PSTU)     | Seu Alex (PSTU)        | 22.414                        | 0,59%                         | Não participaram               | Não participaram               |
| Total de votos válidos   | Total de votos válidos | 3.828.476                     | 87,00%                        | 3.731.364                      | 88,48%                         |
| → Votos em branco        | → Votos em branco      | 145.732                       | 3,31%                         | 81.232                         | 1,93%                          |
| → Votos nulos            | → Votos nulos          | 426.403                       | 9,69%                         | 404.458                        | 9,59%                          |
| Total                    | Total                  | 4.400.611                     | 80,05%                        | 4.217.054                      | 76,71%                         |
| Abstenções               | Abstenções             | 1.096.978                     | 19,95%                        | 1.280.584                      | 23,29%                         |
| Total de inscritos       | Total de inscritos     | 5.497.589                     | 100,00%                       | 5.497.589                      | 100,00%                        |

| Primeiro Turno - Esquema Gráfico | Primeiro Turno - Esquema Gráfico | Primeiro Turno - Esquema Gráfico | Primeiro Turno - Esquema Gráfico | Primeiro Turno - Esquema Gráfico |
| -------------------------------- | -------------------------------- | -------------------------------- | -------------------------------- | -------------------------------- |
|                                  |                                  |                                  |                                  |                                  |
| Helder Barbalho                  | Helder Barbalho                  |                                  | 47,69%                           | 47,69%                           |
| Márcio Miranda                   | Márcio Miranda                   |                                  | 30,21%                           | 30,21%                           |
| Paulo Rocha                      | Paulo Rocha                      |                                  | 17,05%                           | 17,05%                           |
| Fernando Carneiro                | Fernando Carneiro                |                                  | 4,46%                            | 4,46%                            |
| Cleber Rabelo                    | Cleber Rabelo                    |                                  | 0,59%                            | 0,59%                            |
| Brancos e Nulos                  | Brancos e Nulos                  |                                  | 13,00%                           | 13,00%                           |
| Abstenções                       | Abstenções                       |                                  | 20,32%                           | 20,32%                           |

| Segundo Turno - Esquema Gráfico | Segundo Turno - Esquema Gráfico | Segundo Turno - Esquema Gráfico | Segundo Turno - Esquema Gráfico | Segundo Turno - Esquema Gráfico |
| ------------------------------- | ------------------------------- | ------------------------------- | ------------------------------- | ------------------------------- |
|                                 |                                 |                                 |                                 |                                 |
| Helder Barbalho                 | Helder Barbalho                 |                                 | 55,43%                          | 55,43%                          |
| Márcio Miranda                  | Márcio Miranda                  |                                 | 44,57%                          | 44,57%                          |
| Brancos e Nulos                 | Brancos e Nulos                 |                                 | 11,52%                          | 11,52%                          |
| Abstenções                      | Abstenções                      |                                 | 23,29%                          | 23,29%                          |

### Senador
| Candidato                 | Suplentes                                               | 7 de outubro de 2018 | 7 de outubro de 2018 |
| Candidato                 | Suplentes                                               | Votação              | Votação              |
| Candidato                 | Suplentes                                               | Total                | Percentagem          |
| ------------------------- | ------------------------------------------------------- | -------------------- | -------------------- |
| Jader Barbalho (MDB)      | Helenilson Pontes (PSD) João Chamon Neto (MDB)          | 1.383.306            | 19,74%               |
| Zequinha Marinho (PSC)    | Arlindo Silva (PSC) Marinho Cunha (PSC)                 | 1.374.956            | 19,62%               |
| Flexa Ribeiro (PSDB)      | Dirceu D'Ouro (PSDB) Raimundo Silva (PSDB)              | 1.138.377            | 16,25%               |
| Zé Geraldo (PT)           | Lúcia Machado (PT) Aparecida Igreja (PT)                | 806.854              | 11,21%               |
| Sidney Rosa (PSB)         | Junior da Citropar (PSB) Luís Mendes (PSB)              | 642.299              | 9,17%                |
| Ursula Vidal (PSOL)       | Araceli Lemos (PSOL) Rosa de Oliveira (PSOL)            | 585.344              | 8,35%                |
| Jarbas Vasconcelos (PV)   | Antônio Paracampo (PV) Anivaldo Julião de Lima (PV)     | 440.597              | 6,29%                |
| Coronel Osmar (PDT)       | Zé Carlos (PDT) Henrique Soares (PDT)                   | 324.331              | 4,63%                |
| Gerson Durão (PCdoB)      | Maria Irene (PCdoB) Catarina Katia (PCdoB)              | 126.078              | 1,80%                |
| Elléri Bogo (PRP)         | Fábio Maia (PRP) Keilon Coelho (PRP)                    | 124.923              | 1,78%                |
| Benedita do Amaral (PSTU) | João Orlando Galeno Amaral (PSTU) Silvio Ribeiro (PSTU) | 38.183               | 0,54%                |
| Xaropinho do Povo (PPL)   | Leny Campelo (PPL) Astrolabio Santos (PPL)              | 21.996               | 0,31%                |
| Prado Sá (PSB)            | Ednaldo Tembé (PSB) Valcir Oeiras Cardel (PSB)          | 01                   | 0.00%                |
| Wladimir Costa (SD)       | Nega Lucimar (SD) Angêlo Raiol (SD)                     | 01                   | 0.00%                |
| Mário Couto (PP)          | TBA                                                     | 02                   | 0.00%                |
| Anivaldo Vale (PR)        | TBA                                                     | 03                   | 0.00%                |
| Francisco Alves (PRB)     | TBA                                                     | 03                   | 0.00%                |
| Ibanês Taveira (PTC)      | TBA                                                     | 03                   | 0.00%                |
| Total de votos válidos    | Total de votos válidos                                  | 7.007.044            | 79,61%               |
| → Votos em branco         | → Votos em branco                                       | 528.388              | 6,00%                |
| → Votos nulos             | → Votos nulos                                           | 1.096.248            | 12,46%               |
| Total                     | Total                                                   | 4.440.611            | 80,05%               |
| Abstenções                | Abstenções                                              | 1.096.978            | 19,95%               |
| Total de inscritos        | Total de inscritos                                      | 5.497.589            | 100.00%              |

| Senador - Esquema Gráfico | Senador - Esquema Gráfico | Senador - Esquema Gráfico | Senador - Esquema Gráfico | Senador - Esquema Gráfico |
| ------------------------- | ------------------------- | ------------------------- | ------------------------- | ------------------------- |
|                           |                           |                           |                           |                           |
| Jader Barbalho            | Jader Barbalho            |                           | 19,74%                    | 19,74%                    |
| Zequinha Marinho          | Zequinha Marinho          |                           | 19,62%                    | 19,62%                    |
| Flexa Ribeiro             | Flexa Ribeiro             |                           | 16,25%                    | 16,25%                    |
| Zé Geraldo                | Zé Geraldo                |                           | 11,21%                    | 11,21%                    |
| Sidney Rosa               | Sidney Rosa               |                           | 9,17%                     | 9,17%                     |
| Úrsula Vidal              | Úrsula Vidal              |                           | 8,35%                     | 8,35%                     |
| Jarbas Vasconcelos        | Jarbas Vasconcelos        |                           | 6,29%                     | 6,29%                     |
| Coronnel Osmar            | Coronnel Osmar            |                           | 4,63%                     | 4,63%                     |
| Gerson Durão              | Gerson Durão              |                           | 1,80%                     | 1,80%                     |
| Elléri Bogo               | Elléri Bogo               |                           | 1,78%                     | 1,78%                     |
| Benedita do Amaral        | Benedita do Amaral        |                           | 0,54%                     | 0,54%                     |
| Xaropinho do Povo         | Xaropinho do Povo         |                           | 0,31%                     | 0,31%                     |
| Brancos e Nulos           | Brancos e Nulos           |                           | 18,46%                    | 18,46%                    |
| Abstenções                | Abstenções                |                           | 19,95%                    | 19,95%                    |

## Deputados federais eleitos
Foram eleitos dezessete (17) deputados federais pelo estado.
| \| Candidato (a) \| Nº \| Coligação \| Votos \| % \| \| ------------------------- \| ---- \| ----------------------------------------------------------------------------------- \| ------- \| ----- \| \| Edmilson Rodrigues (PSOL) \| 5050 \| Juntos para Mudar PSOL / PPL / PCB \| 184.042 \| 4,65% \| \| Cristiano Vale (PR) \| 2222 \| Renovação e Trabalho MDB / PSD / PR / PP / PTB / PSC / PSL / PRB / PMB / PHS / PODE \| 176.812 \| 4,17% \| \| Elcione Barbalho (MDB) \| 1515 \| Renovação e Trabalho MDB / PSD / PR / PP / PTB / PSC / PSL / PRB / PMB / PHS / PODE \| 165.202 \| 4,18% \| \| Vavá Martins (PRB) \| 1010 \| Renovação e Trabalho MDB / PSD / PR / PP / PTB / PSC / PSL / PRB / PMB / PHS / PODE \| 158.717 \| 4,01% \| \| José Priante (MDB) \| 1555 \| Renovação e Trabalho MDB / PSD / PR / PP / PTB / PSC / PSL / PRB / PMB / PHS / PODE \| 154.647 \| 3,91% \| \| Nilson Pinto (PSDB) \| 4590 \| Todos Pelo Pará PSDB / DEM / PSB / PDT / SD/ PPS / PMN \| 148.972 \| 3,77% \| \| Júnior Ferrari (PSD) \| 5588 \| Renovação e Trabalho MDB / PSD / PR / PP / PTB / PSC / PSL / PRB / PMB / PHS / PODE \| 146.678 \| 3,71% \| \| Celso Sabino (PSDB) \| 4567 \| Todos Pelo Pará PSDB / DEM / PSB / PDT / SD/ PPS / PMN \| 146.288 \| 3,70% \| \| Éder Mauro (PSD) \| 5500 \| Renovação e Trabalho MDB / PSD / PR / PP / PTB / PSC / PSL / PRB / PMB / PHS / PODE \| 145.653 \| 3,68% \| \| Beto Faro (PT) \| 1313 \| Pra Viver em Paz PT / PCdoB \| 143.822 \| 3,64% \| \| Olival Marques (DEM) \| 2500 \| Todos Pelo Pará PSDB / DEM / PSB / PDT / SD/ PPS / PMN \| 135.398 \| 3,42% \| \| Cássio Andrade (PSB) \| 4011 \| Todos Pelo Pará PSDB / DEM / PSB / PDT / SD/ PPS / PMN \| 130.768 \| 3,31% \| \| Airton Faleiro (PT) \| 1321 \| Pra Viver em Paz PT / PCdoB \| 106.965 \| 2,70% \| \| Hélio Leite (DEM) \| 2525 \| Todos Pelo Pará PSDB / DEM / PSB / PDT / SD/ PPS / PMN \| 102.554 \| 2,59% \| \| Paulo Bengtson (PTB) \| 1456 \| Renovação e Trabalho MDB / PSD / PR / PP / PTB / PSC / PSL / PRB / PMB / PHS / PODE \| 96.722 \| 2,44% \| \| Joaquim Passarinho (PSD) \| 5555 \| Renovação e Trabalho MDB / PSD / PR / PP / PTB / PSC / PSL / PRB / PMB / PHS / PODE \| 95.582 \| 2,42% \| \| Eduardo Costa (PTB) \| 1444 \| Renovação e Trabalho MDB / PSD / PR / PP / PTB / PSC / PSL / PRB / PMB / PHS / PODE \| 75.346 \| 1,90% \| Obs.: A tabela acima mostra somente os deputados federais eleitos. | Representação eleita - PA PSD: 3 DEM: 2 MDB: 2 PSDB: 2 PT: 2 PTB: 2 PR: 1 PRB: 1 PSB: 1 PSOL: 1 - Éder Mauro - Nilson Pinto - Edmilson Rodrigues - José Priante - Elcione Barbalho - Joaquim Passarinho - Beto Faro - Hélio Leite |                                                                                     |         |       |

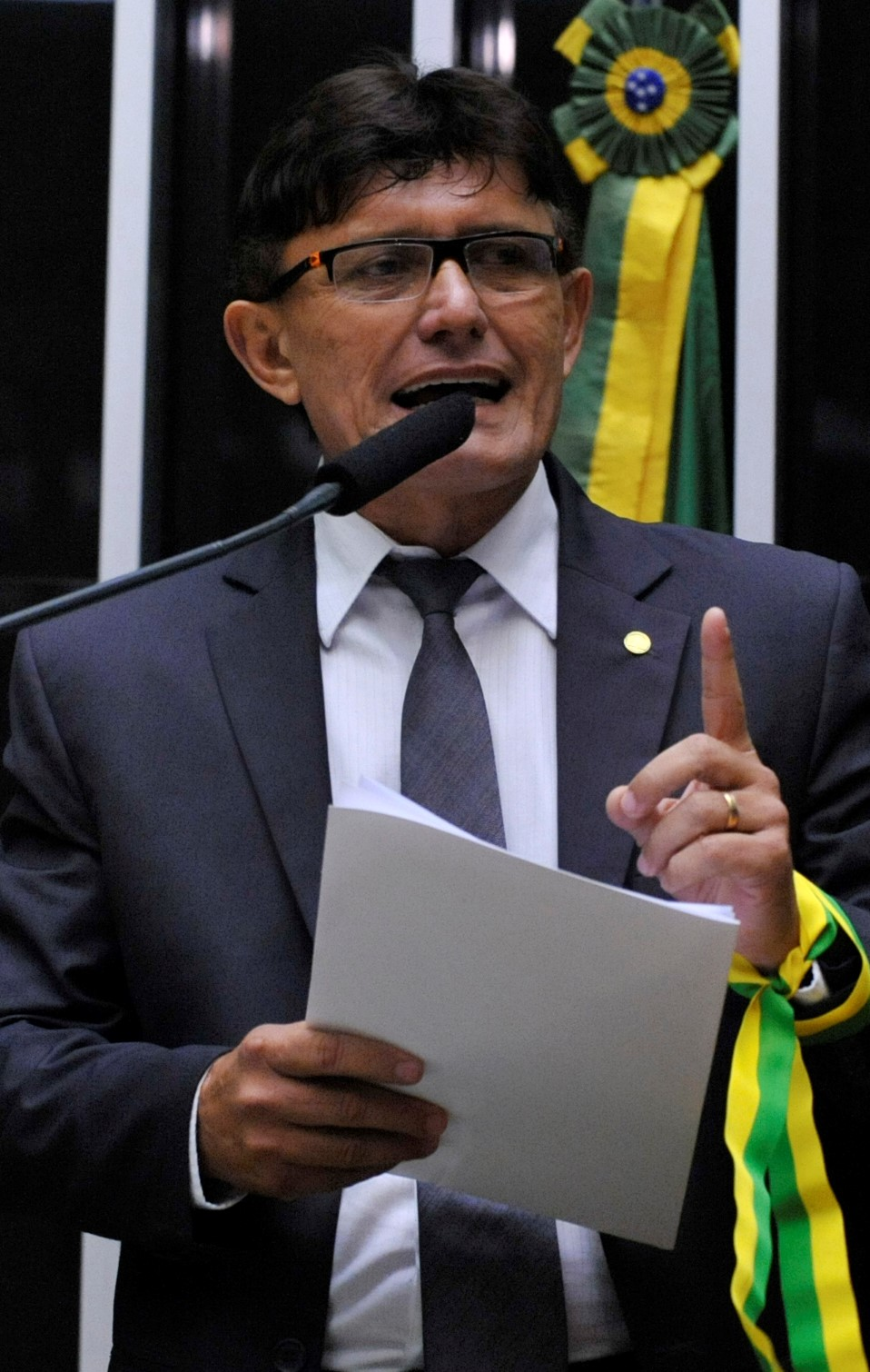
Éder Mauro
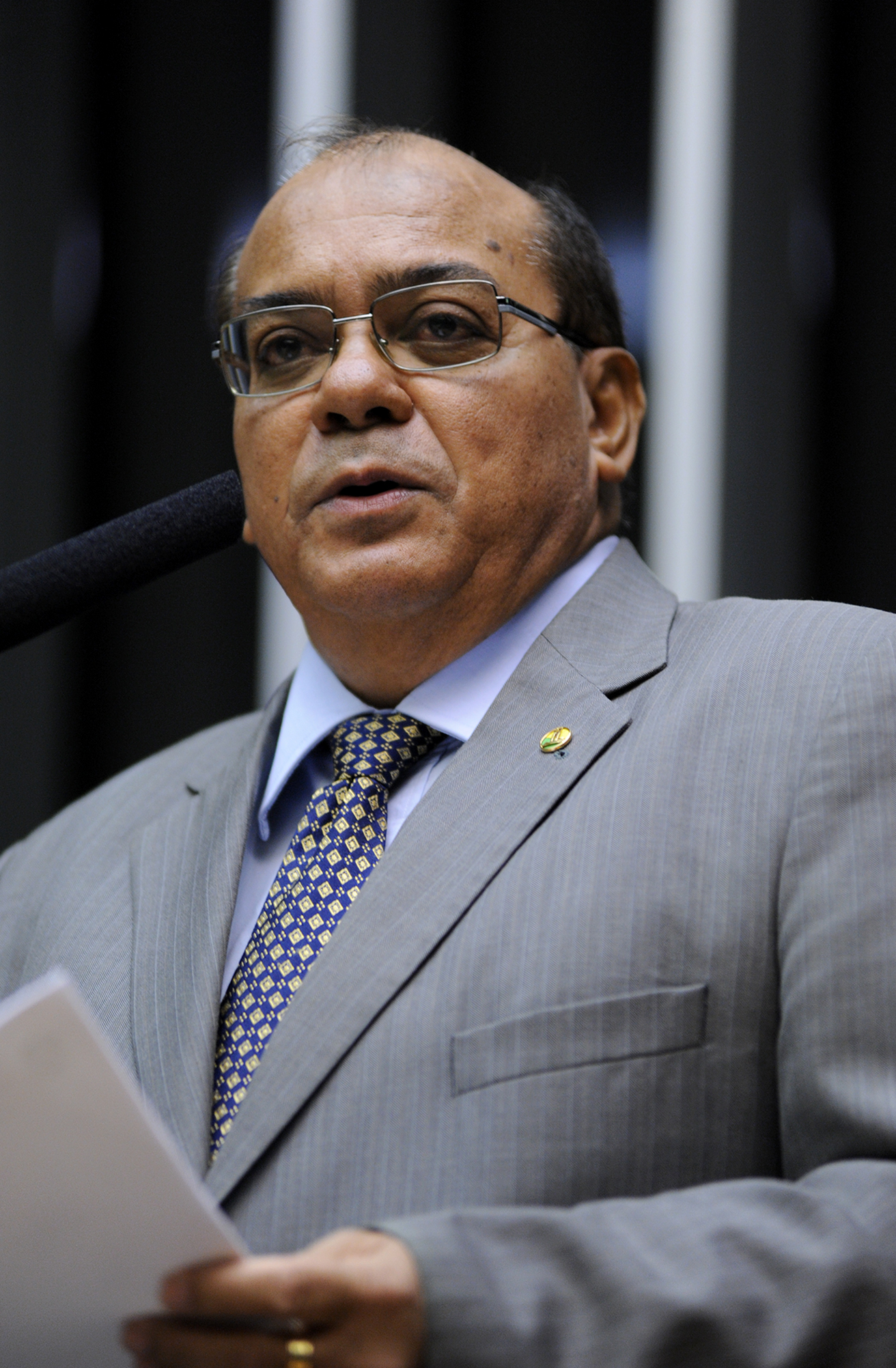
Nilson Pinto
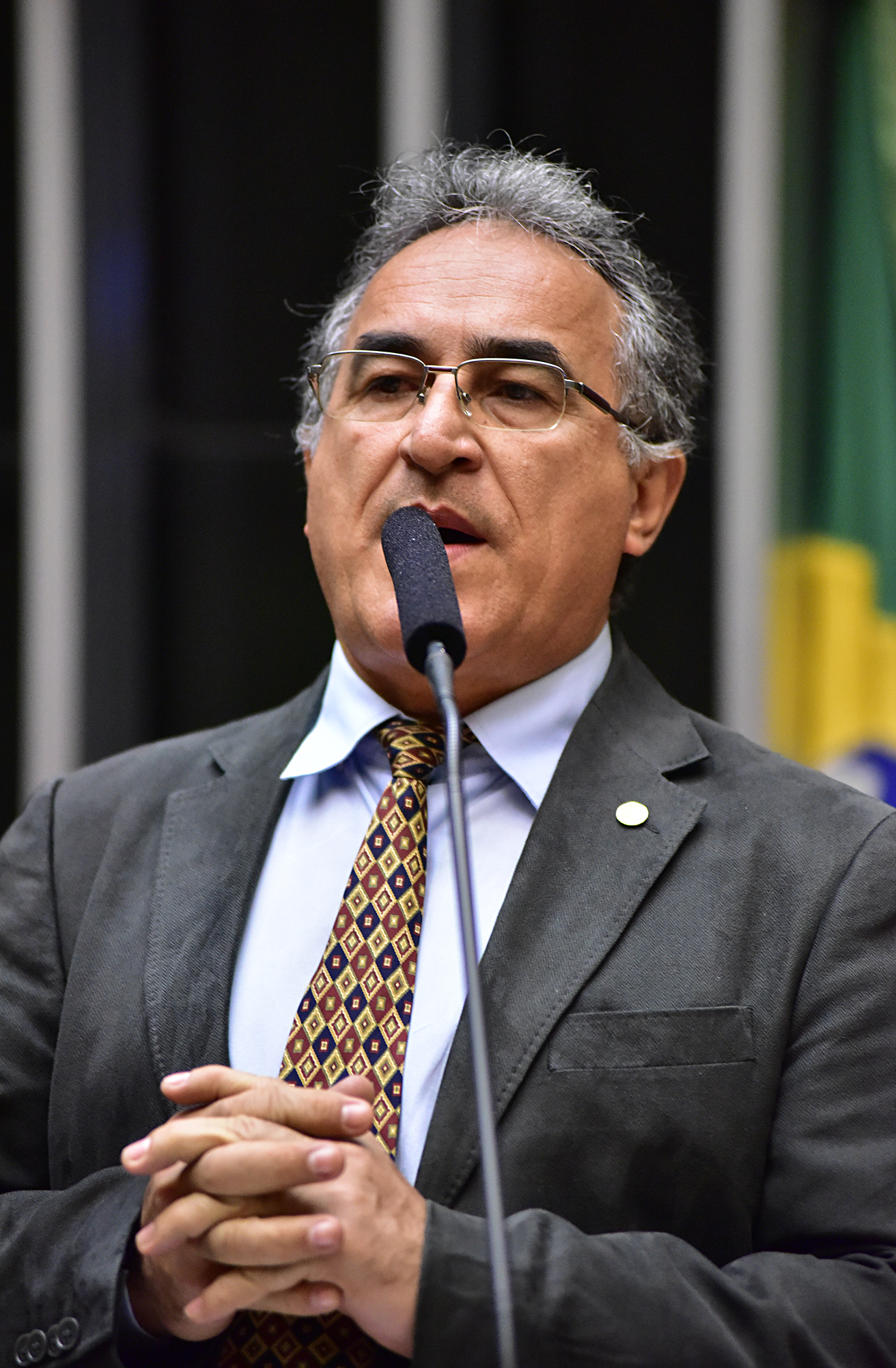
Edmilson Rodrigues
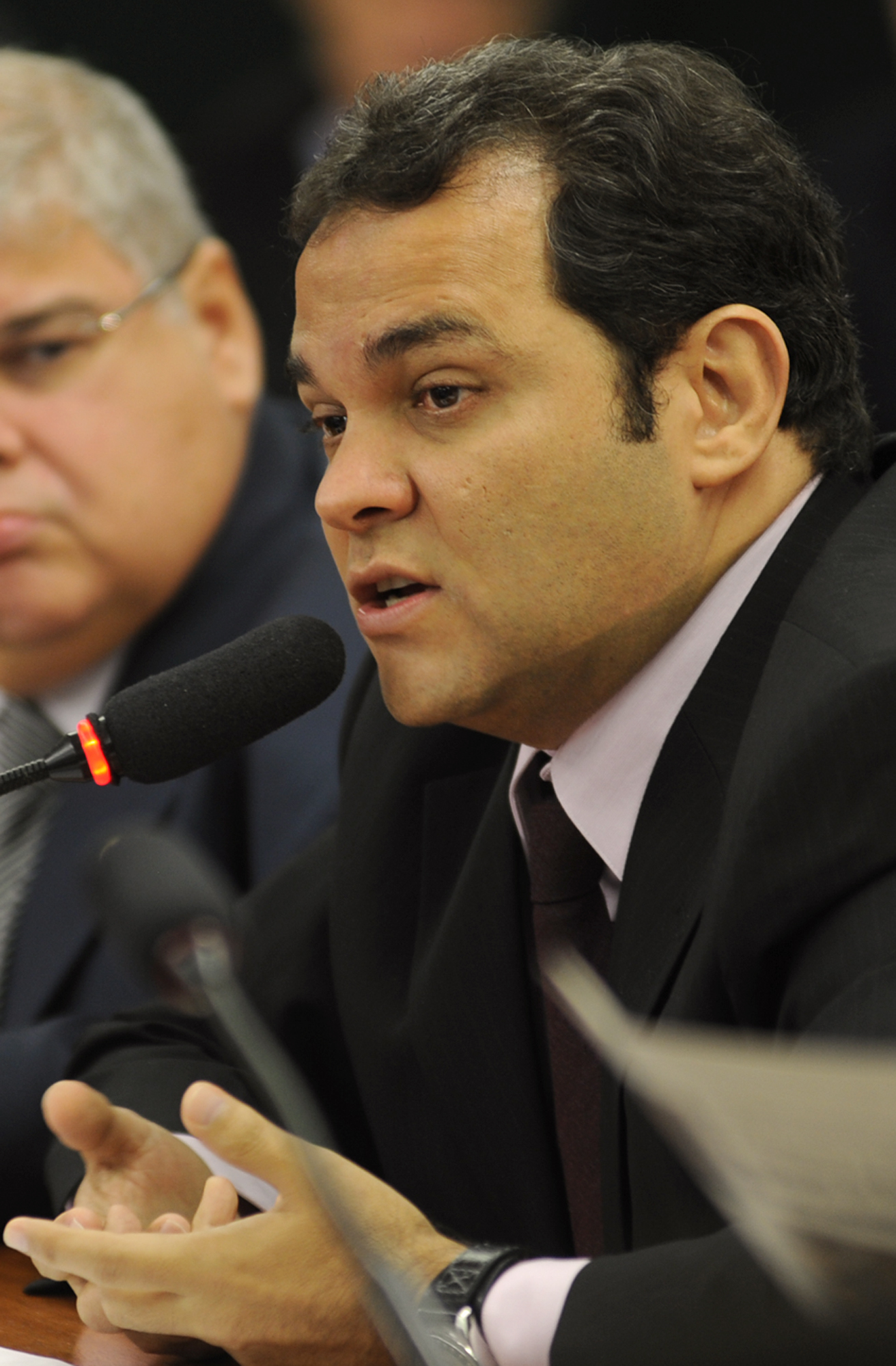
José Priante
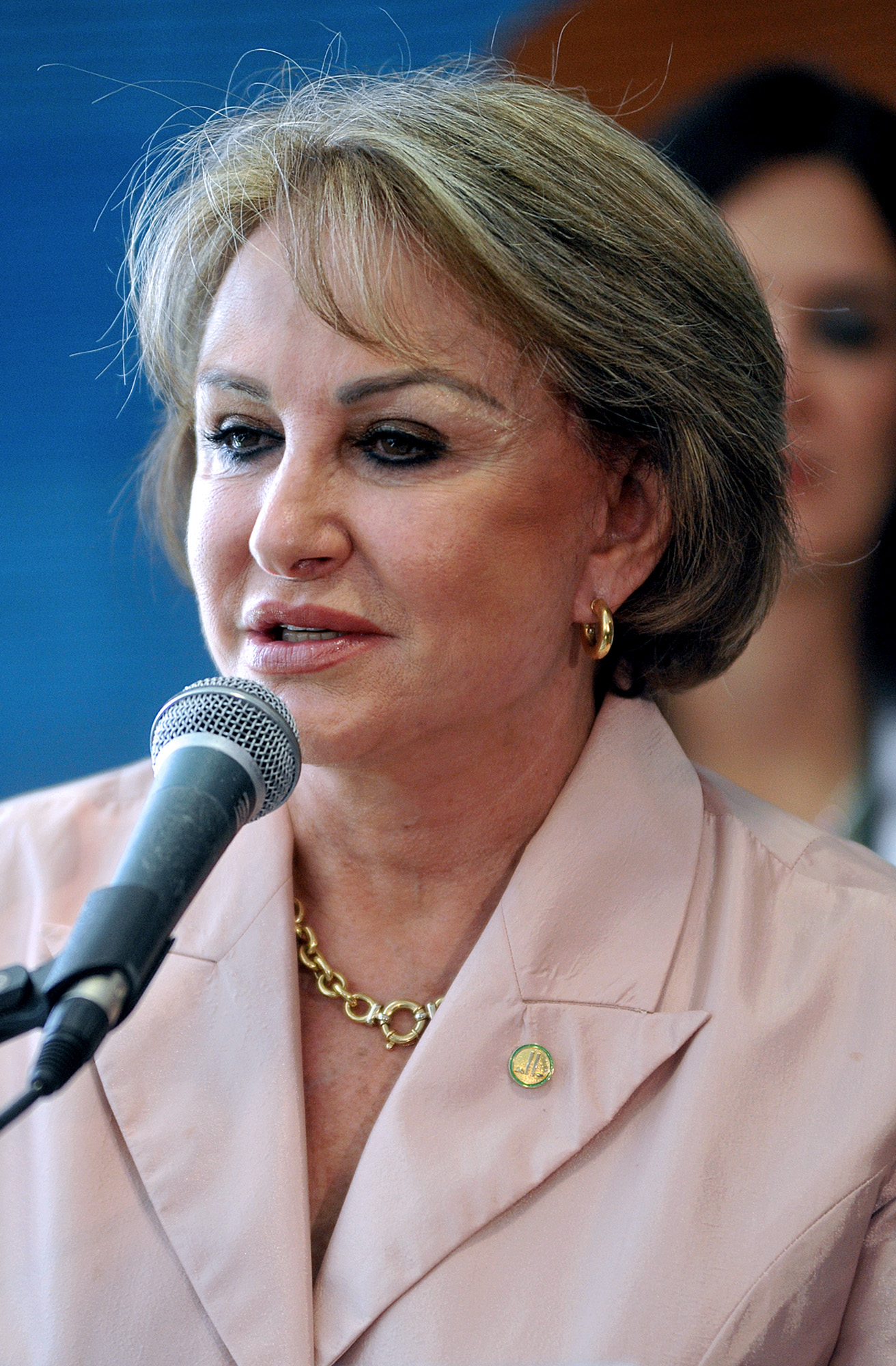
Elcione Barbalho
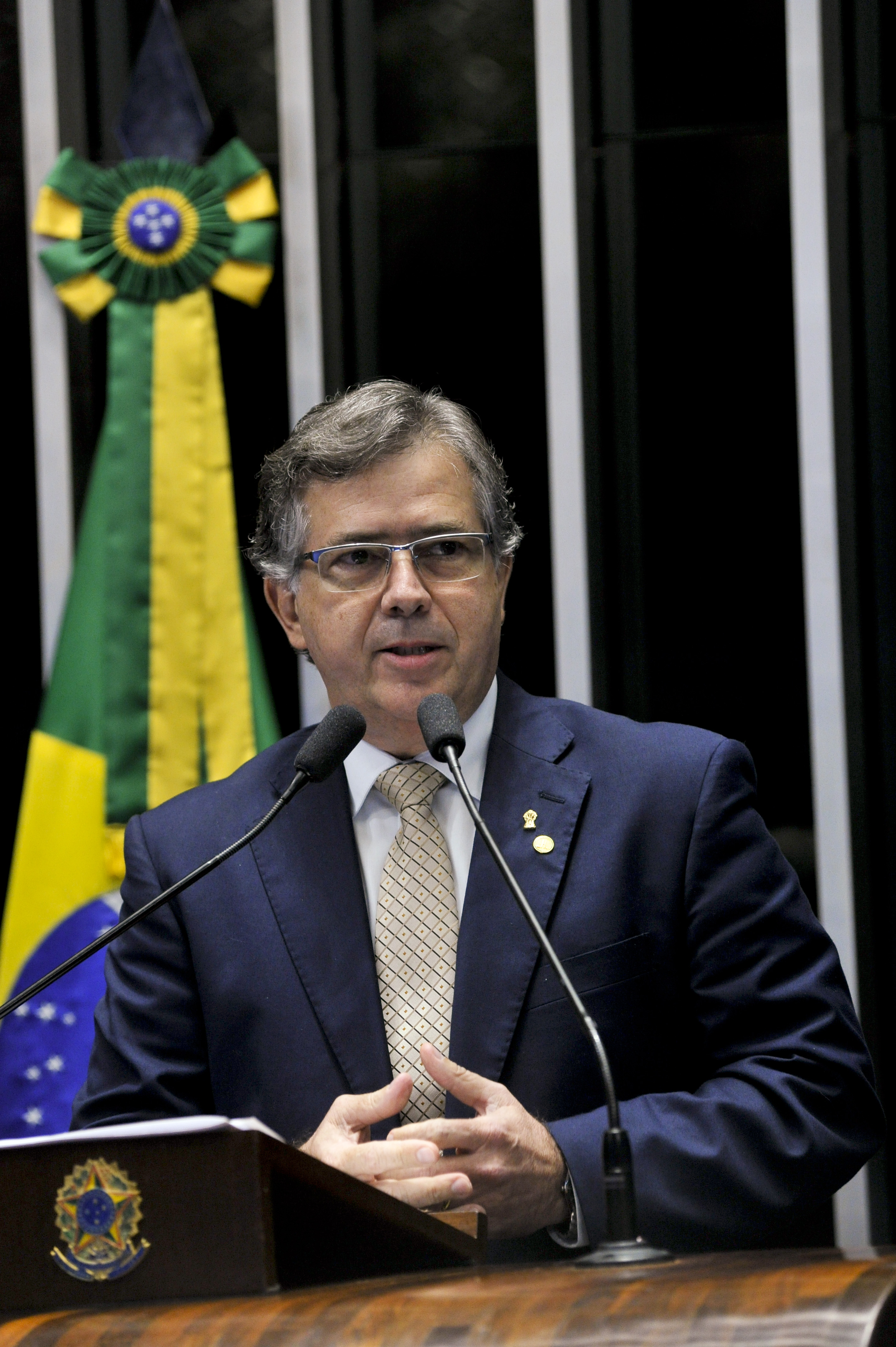
Joaquim Passarinho
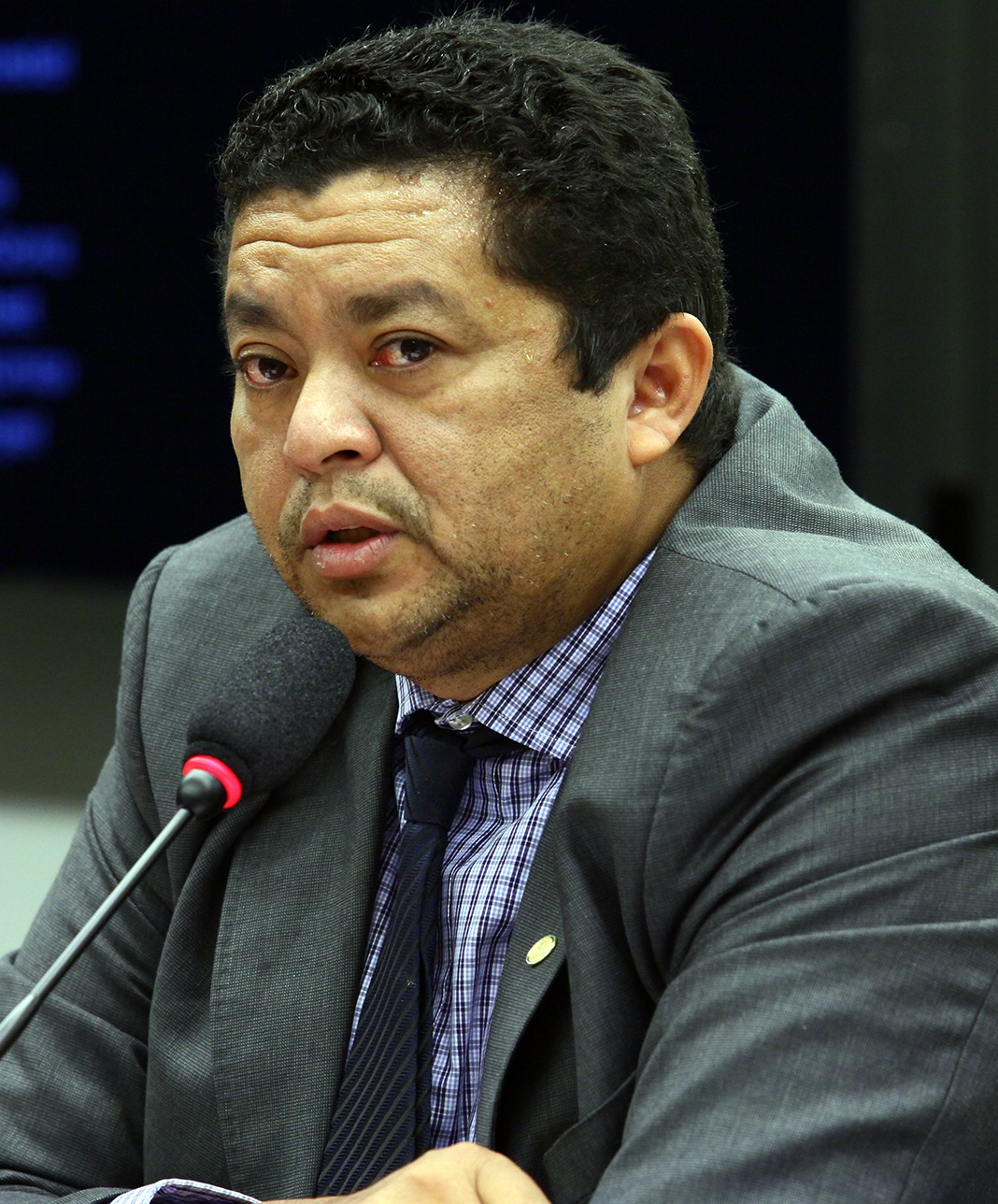
Beto Faro
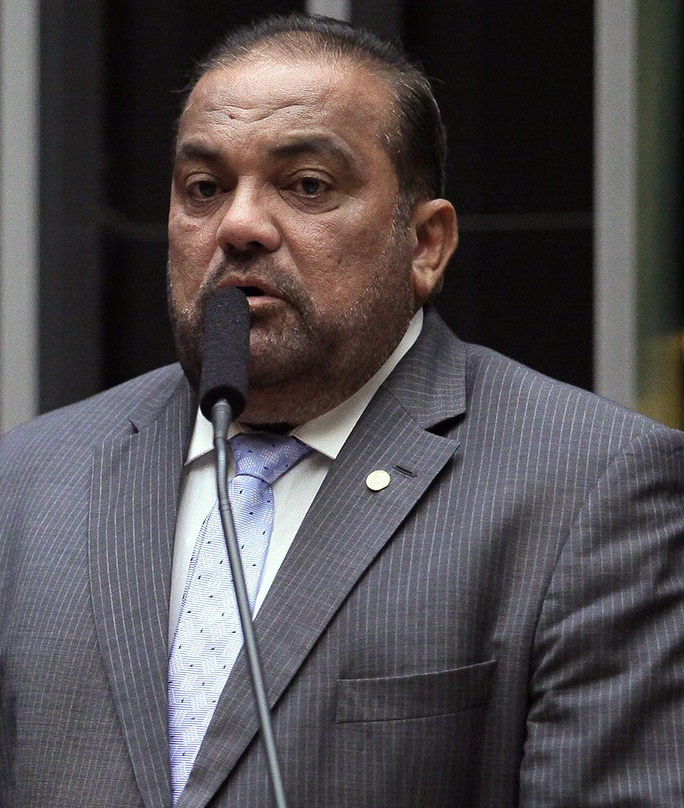
Hélio Leite

| Candidato (a) | Nº | Coligação                                                                           | Votos   | %     |
| Edmilson Rodrigues (PSOL) | 5050 | Juntos para Mudar PSOL / PPL / PCB                                                  | 184.042 | 4,65% |
| Cristiano Vale (PR) | 2222 | Renovação e Trabalho MDB / PSD / PR / PP / PTB / PSC / PSL / PRB / PMB / PHS / PODE | 176.812 | 4,17% |
| Elcione Barbalho (MDB) | 1515 | Renovação e Trabalho MDB / PSD / PR / PP / PTB / PSC / PSL / PRB / PMB / PHS / PODE | 165.202 | 4,18% |
| Vavá Martins (PRB) | 1010 | Renovação e Trabalho MDB / PSD / PR / PP / PTB / PSC / PSL / PRB / PMB / PHS / PODE | 158.717 | 4,01% |
| José Priante (MDB) | 1555 | Renovação e Trabalho MDB / PSD / PR / PP / PTB / PSC / PSL / PRB / PMB / PHS / PODE | 154.647 | 3,91% |
| Nilson Pinto (PSDB) | 4590 | Todos Pelo Pará PSDB / DEM / PSB / PDT / SD/ PPS / PMN                              | 148.972 | 3,77% |
| Júnior Ferrari (PSD) | 5588 | Renovação e Trabalho MDB / PSD / PR / PP / PTB / PSC / PSL / PRB / PMB / PHS / PODE | 146.678 | 3,71% |
| Celso Sabino (PSDB) | 4567 | Todos Pelo Pará PSDB / DEM / PSB / PDT / SD/ PPS / PMN                              | 146.288 | 3,70% |
| Éder Mauro (PSD) | 5500 | Renovação e Trabalho MDB / PSD / PR / PP / PTB / PSC / PSL / PRB / PMB / PHS / PODE | 145.653 | 3,68% |
| Beto Faro (PT) | 1313 | Pra Viver em Paz PT / PCdoB                                                         | 143.822 | 3,64% |
| Olival Marques (DEM) | 2500 | Todos Pelo Pará PSDB / DEM / PSB / PDT / SD/ PPS / PMN                              | 135.398 | 3,42% |
| Cássio Andrade (PSB) | 4011 | Todos Pelo Pará PSDB / DEM / PSB / PDT / SD/ PPS / PMN                              | 130.768 | 3,31% |
| Airton Faleiro (PT) | 1321 | Pra Viver em Paz PT / PCdoB                                                         | 106.965 | 2,70% |
| Hélio Leite (DEM) | 2525 | Todos Pelo Pará PSDB / DEM / PSB / PDT / SD/ PPS / PMN                              | 102.554 | 2,59% |
| Paulo Bengtson (PTB) | 1456 | Renovação e Trabalho MDB / PSD / PR / PP / PTB / PSC / PSL / PRB / PMB / PHS / PODE | 96.722  | 2,44% |
| Joaquim Passarinho (PSD) | 5555 | Renovação e Trabalho MDB / PSD / PR / PP / PTB / PSC / PSL / PRB / PMB / PHS / PODE | 95.582  | 2,42% |
| Eduardo Costa (PTB) | 1444 | Renovação e Trabalho MDB / PSD / PR / PP / PTB / PSC / PSL / PRB / PMB / PHS / PODE | 75.346  | 1,90% |

## Deputados estaduais eleitos
Foram eleitos 41 deputados estaduais pelo estado.
| Candidato (a)               | Nº    | Coligação                                    | Votos   | %     |
| --------------------------- | ----- | -------------------------------------------- | ------- | ----- |
| Dr. Daniel (PSDB)           | 45678 | Lutando Pelo Pará PSDB / DEM / PDT / PRP     | 113.588 | 2,83% |
| Cilene Couto (PSDB)         | 45112 | Lutando Pelo Pará PSDB / DEM / PDT / PRP     | 93.614  | 2,33% |
| Renato Ogawa (PR)           | 22222 | PR                                           | 71.689  | 1,78% |
| Fábio Freitas (PRB)         | 10123 | Por um Pará Melhor PRB / PMB                 | 63.768  | 1,59% |
| Chamonzinho (MDB)           | 15100 | Esperança Renovada MDB / DC / PSD            | 63.722  | 1,59% |
| Gustavo Sefer (PSD)         | 55123 | Esperança Renovada MDB / DC / PSD            | 61.301  | 1,53% |
| Dirceu Ten Caten (PT)       | 13133 | PT                                           | 59.609  | 1,48% |
| Thiago Araújo (PPS)         | 23333 | Pará Ficha Limpa PPS / PRTB / PMN            | 54.933  | 1,37% |
| Miro Sanova (PDT)           | 12345 | Lutando Pelo Pará PSDB / DEM / PDT / PRP     | 52.619  | 1,31% |
| Bordalo (PT)                | 13130 | PT                                           | 49.854  | 1,24% |
| Antônio Tonheiro (PR)       | 22444 | PR                                           | 47.354  | 1,18% |
| Eliel Faustino (DEM)        | 25123 | Lutando Pelo Pará PSDB / DEM / PDT / PRP     | 47.183  | 1,17% |
| Paula Gomes (PSD)           | 55000 | Esperança Renovada MDB / DC / PSD            | 46.863  | 1,17% |
| Raimundo Santos (PATRI)     | 51234 | Patriota Cristão PTC / PATRI                 | 46.779  | 1,16% |
| Junior Hage (PDT)           | 12123 | Lutando Pelo Pará PSDB / DEM / PDT / PRP     | 46.578  | 1,16% |
| Renilce Nicodemos (SD)      | 77777 | SD                                           | 45.991  | 1,14% |
| Hilton Aguiar (DEM)         | 25678 | Lutando Pelo Pará PSDB / DEM / PDT / PRP     | 44.939  | 1,12% |
| Dilvanda Faro (PT)          | 13011 | PT                                           | 43.796  | 1,09% |
| Eraldo Pimenta (MDB)        | 15000 | Esperança Renovada MDB / DC / PSD            | 43.605  | 1,09% |
| Michele Begot (PSD)         | 55055 | Esperança Renovada MDB / DC / PSD            | 43.465  | 1,08% |
| Martinho Carmona (MDB)      | 15456 | Esperança Renovada MDB / DC / PSD            | 43.296  | 1,08% |
| Marinor Brito (PSOL)        | 50123 | Juntos para Mudar PSOL / PPL / PCB           | 43.178  | 1,07% |
| Ana Cunha (PSDB)            | 45130 | Lutando Pelo Pará PSDB / DEM / PDT / PRP     | 41.610  | 1,04% |
| Chicão (MDB)                | 15555 | Esperança Renovada MDB / DC / PSD            | 40.268  | 1,00% |
| Dra. Heloísa (DEM)          | 25000 | Lutando Pelo Pará PSDB / DEM / PDT / PRP     | 40.224  | 1,00% |
| Victor Dias (PSDB)          | 45000 | Lutando Pelo Pará PSDB / DEM / PDT / PRP     | 39.706  | 0,99% |
| Iran Lima (MDB)             | 15678 | Esperança Renovada MDB / DC / PSD            | 39.585  | 0,99% |
| Alex Santiago (PR)          | 22111 | PR                                           | 39.193  | 0,98% |
| Luth Rebelo (PSDB)          | 45111 | Lutando Pelo Pará PSDB / DEM / PDT / PRP     | 36.761  | 0,91% |
| Dr. Wanderlan (MDB)         | 15615 | Esperança Renovada MDB / DC / PSD            | 34.096  | 0,85% |
| Diana Belo (DC)             | 27777 | Esperança Renovada MDB / DC / PSD            | 33.752  | 0,84% |
| Delegado Toni Cunha (PTB)   | 14000 | Renova Pará PODE / PTB / PSL / PROS / AVANTE | 33.498  | 0,83% |
| Ângelo Ferrari (PTB)        | 14500 | Renova Pará PODE / PTB / PSL / PROS / AVANTE | 32.016  | 0,79% |
| Delegado Nilton Neves (PSL) | 17100 | Renova Pará PODE / PTB / PSL / PROS / AVANTE | 29.151  | 0,73% |
| Fabio Filgueiras (PSB)      | 40999 | PSB                                          | 29.077  | 0,72% |
| Igor Normando (PHS)         | 31111 | Frente Humanista Progressista PP / PHS       | 25.443  | 0,63% |
| Dr. Jaques (PSC)            | 20777 | PSC                                          | 25.022  | 0,62% |
| Orlando Lobato (PMN)        | 33123 | Pará Ficha Limpa PPS / PRTB / PMN            | 22.358  | 0,56% |
| Professora Nilse (PRB)      | 10910 | Por um Pará Melhor PRB / PMB                 | 18.391  | 0,46% |
| Delegado Caveira (PP)       | 11007 | Frente Humanista Progressista PP / PHS       | 16.325  | 0,41% |
| Dr. Galileu (PSC)           | 20620 | PSC                                          | 14.551  | 0,36% |

Obs.: A tabela acima mostra somente os deputados estaduais eleitos.